# Сент Габријел (Луизијана)
Сент Габријел (енгл. St. Gabriel) град је у америчкој савезној држави Луизијана.

## Демографија
По попису из 2010. године број становника је 6.677, што је 1.163 (21,1%) становника више него 2000. године.
| Група             | 2000.         | 2010.         |
| Белци             | 1.457 (26,4%) | 2.209 (33,1%) |
| Афроамериканци    | 3.969 (72,0%) | 4.275 (64,0%) |
| Азијати           | 18 (0,3%)     | 22 (0,3%)     |
| Хиспаноамериканци | 62 (1,1%)     | 166 (2,5%)    |
| Укупно            | 5.514         | 6.677         |